# Puchar Dalekowschodni w narciarstwie alpejskim 2015/2016
Sezon 2015/2016 Pucharu Dalekowschodniego w narciarstwie alpejskim rozpoczął się 15 grudnia 2015 w chińskim Wanlong. Ostatnie zawody z tego cyklu zostały rozegrane 23 marca 2016 roku w rosyjskim Jużnosachalińsku. (Pierwotnie, ostatnie zawody miały się odbyć 2 kwietnia 2016 roku w japońskim Ontake/Ōtaki, ale zostały odwołane.). Zostały rozegrane 24 zawody dla kobiet i dla mężczyzn.
Ze wszystkich 6 planowanych zjazdów nie odbył się ani jeden, dlatego też, nie jest liczony jako oddzielna konkurencja.

## Puchar Dalekowschodni w narciarstwie alpejskim kobiet
Wśród kobiet Pucharu Dalekowschodniego z sezonu 2014/2015 broniła Japonka Emi Hasegawa. Tym razem najlepsza okazała się jej rodaczka Asa Ando.
W poszczególnych klasyfikacjach triumfowały: 
- slalom:  Haruna Ishikawa
- gigant:  Asa Ando
- supergigant:  Katarina Lavtar

## Puchar Dalekowschodni w narciarstwie alpejskim mężczyzn
Wśród mężczyzn Pucharu Dalekowschodniego z sezonu 2014/2015 bronił Japończyk Hideyuki Narita. Tym razem najlepszy okazał się Koreańczyk z południa Jung Dong-hyun.
W poszczególnych klasyfikacjach triumfowali:
- slalom:  Jung Dong-hyun
- gigant:  Siergiej Majtakow
- supergigant:  Artem Borodajkin